# Bezdonys

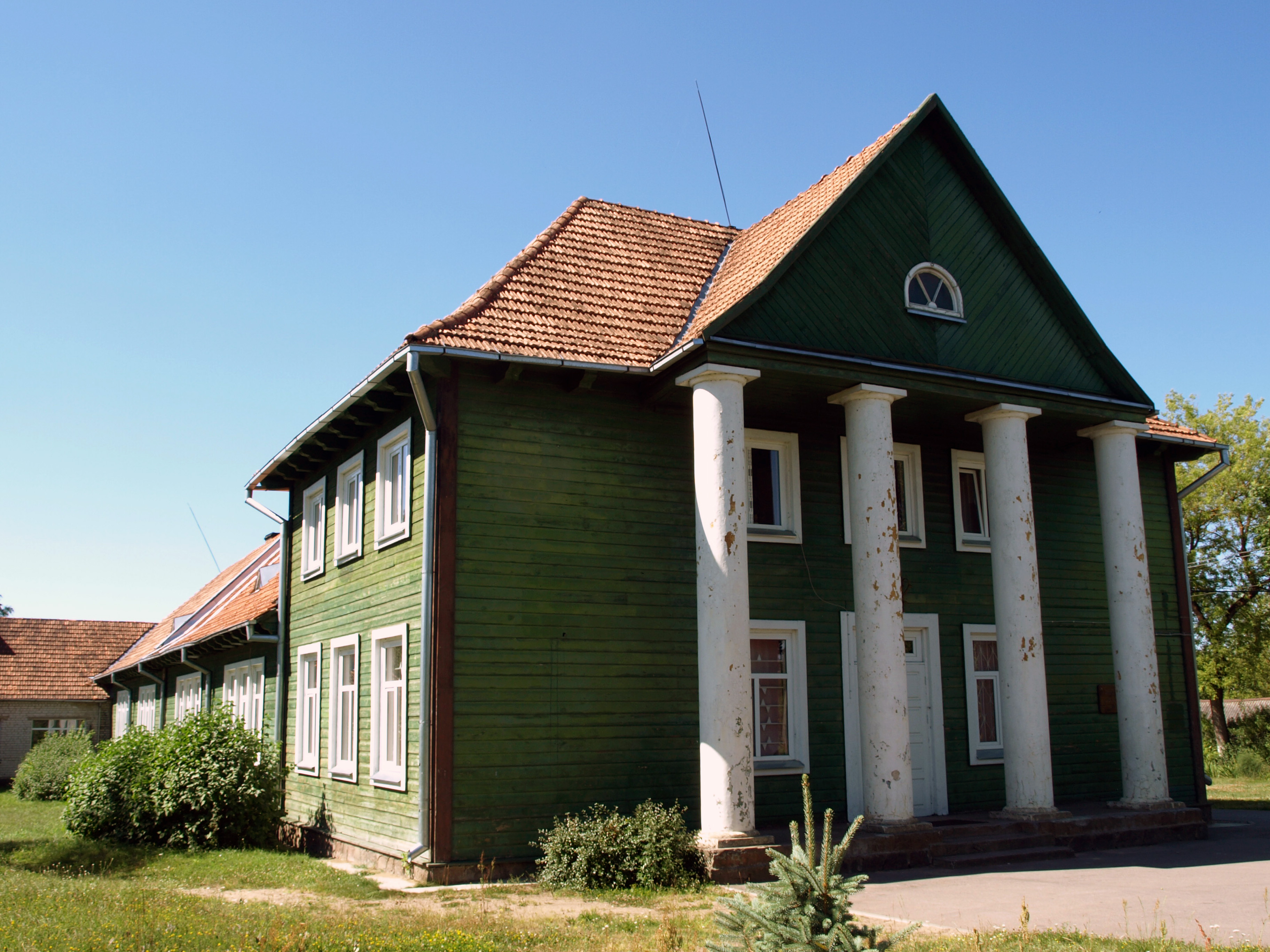
Juliusz-Słowacki-Mittelschule

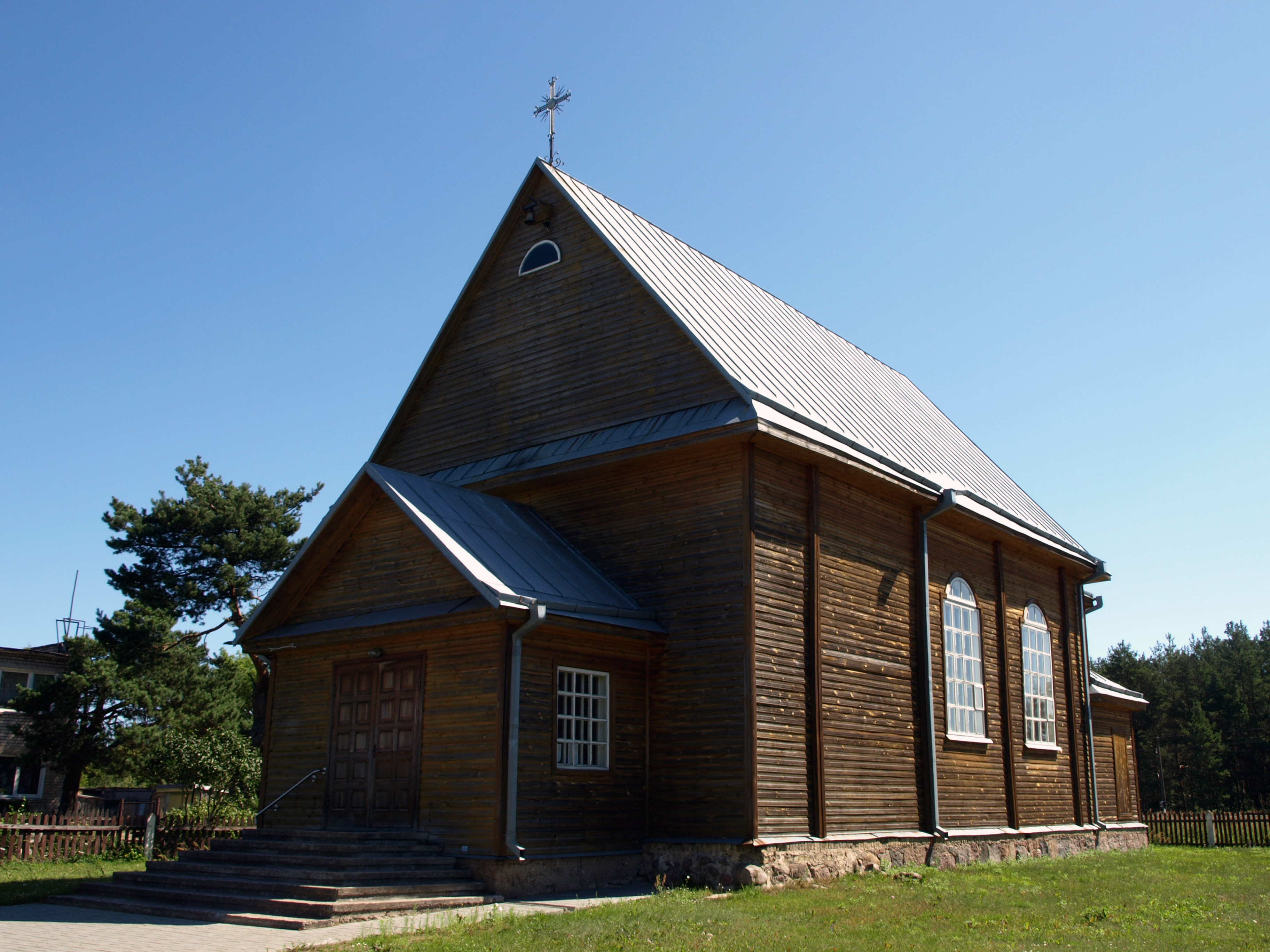
Holzkirche, gebaut 1937

Bezdonys (polnisch Bezdany) ist ein Städtchen der Rajongemeinde Vilnius, nordöstlich der Stadt Vilnius. Bezdonys ist heute das Zentrum der Verwaltungsgemeinde (lit. Bezdonių seniūnija). In dem Städtchen befindet sich die Mutter Maria der Barmherzigkeit des Tors der Morgenröte-Kirche, gebaut 1937. Es gibt die litauische Sauletekis-Hauptschule (lit. Bezdonių Saulėtekio pagrindinė mokykla) und die Mittelschule Bezdonys sowie die polnische Juliusz-Słowacki-Mittelschule. Im Städtchen gibt es ein Postamt (PLZ: LT-15023) und den Bahnhof Bezdonys. Durch das Städtchen fließt die Bezdonė, ein linker Nebenfluss der Neris.
Jan Długosz erwähnte 1415, dass König Władysław II. Jagiełło Bezdonys besuchte. 1518 wurde das Gut durch den König Sigismund I. an den Wilnaer Bürgermeister Ulrich Hosse übergeben. Am 26. September 1908 überfiel eine Kampfgruppe der Polnischen Sozialistischen Partei unter Führung von Józef Piłsudski einen Postzug.
1915 erhielt Bezdonys den Status eines Städtchens. Während des Zweiten Weltkriegs wurde die jüdische Bevölkerung von Bezdonys im Zuge des Holocaust ermordet. Unweit des Ortes befand sich ein Arbeitslager, das als Außenlager des Wilnaer Ghettos fungierte. In diesem Lager wurden mindestens 350 Juden ermordet.
Fast alle verbliebenen polnischen Einwohner (außer drei Familien) wurden nach dem Zweiten Weltkrieg zur Aussiedlung nach Polen gezwungen.

## Partnerstädte
- Miłomłyn,  Polen seit 20. Oktober 2006